# Burg Kaunas

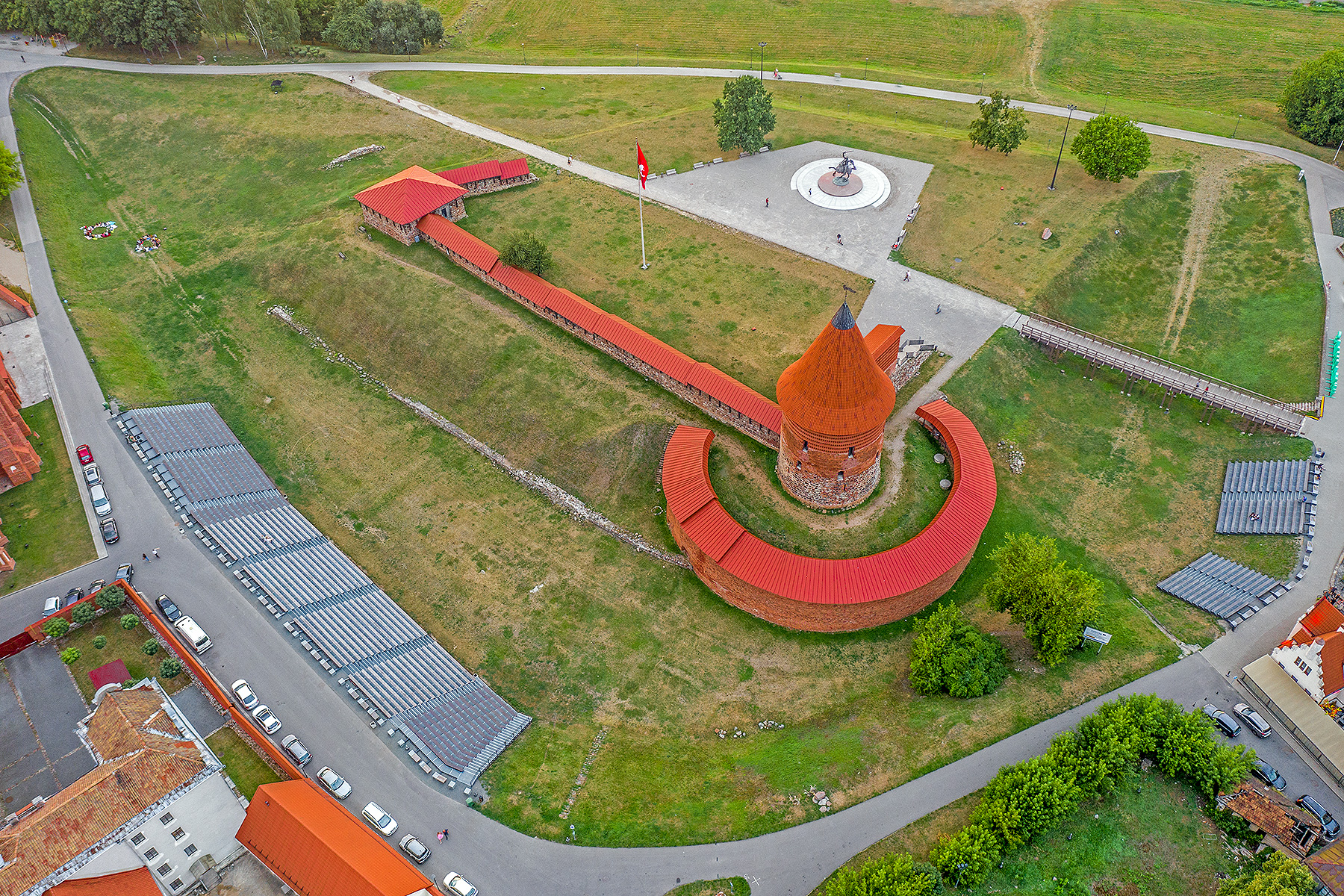
Luftbild (2021)

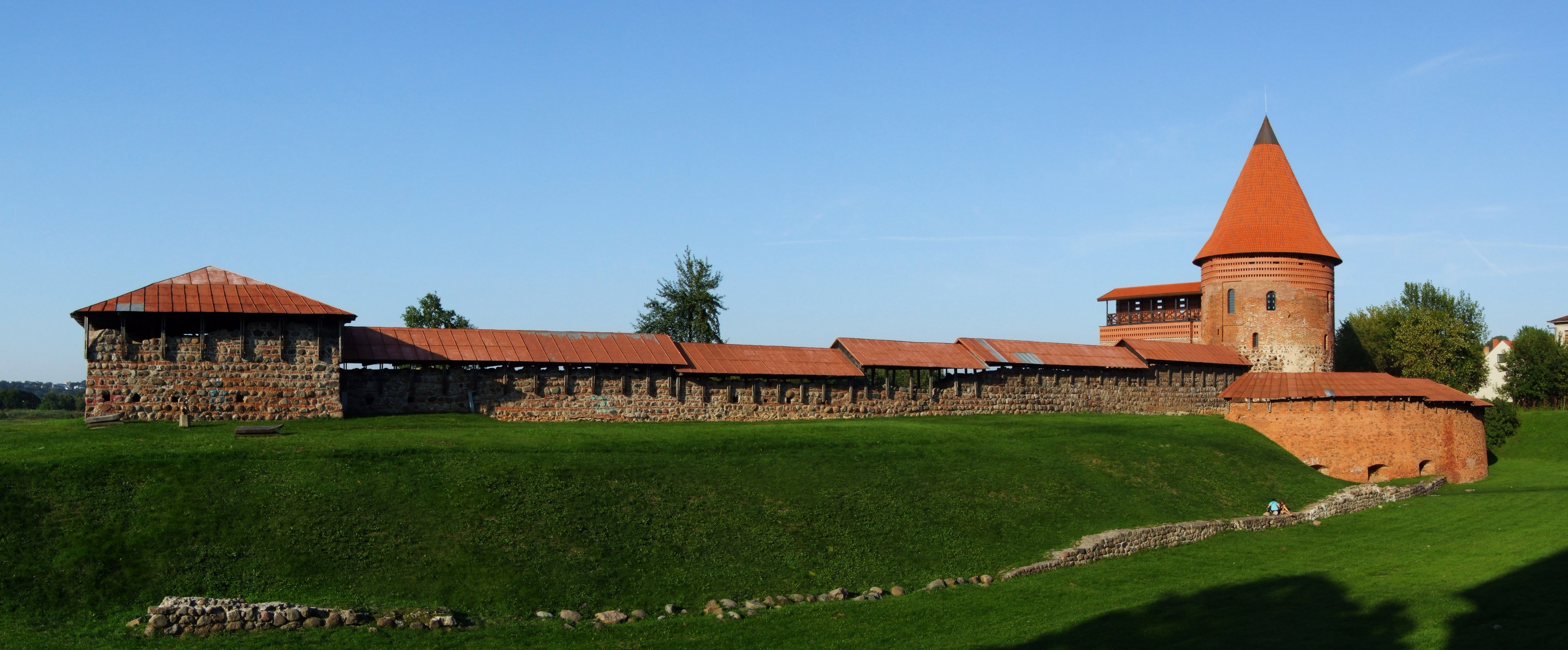
Panorama-Bild

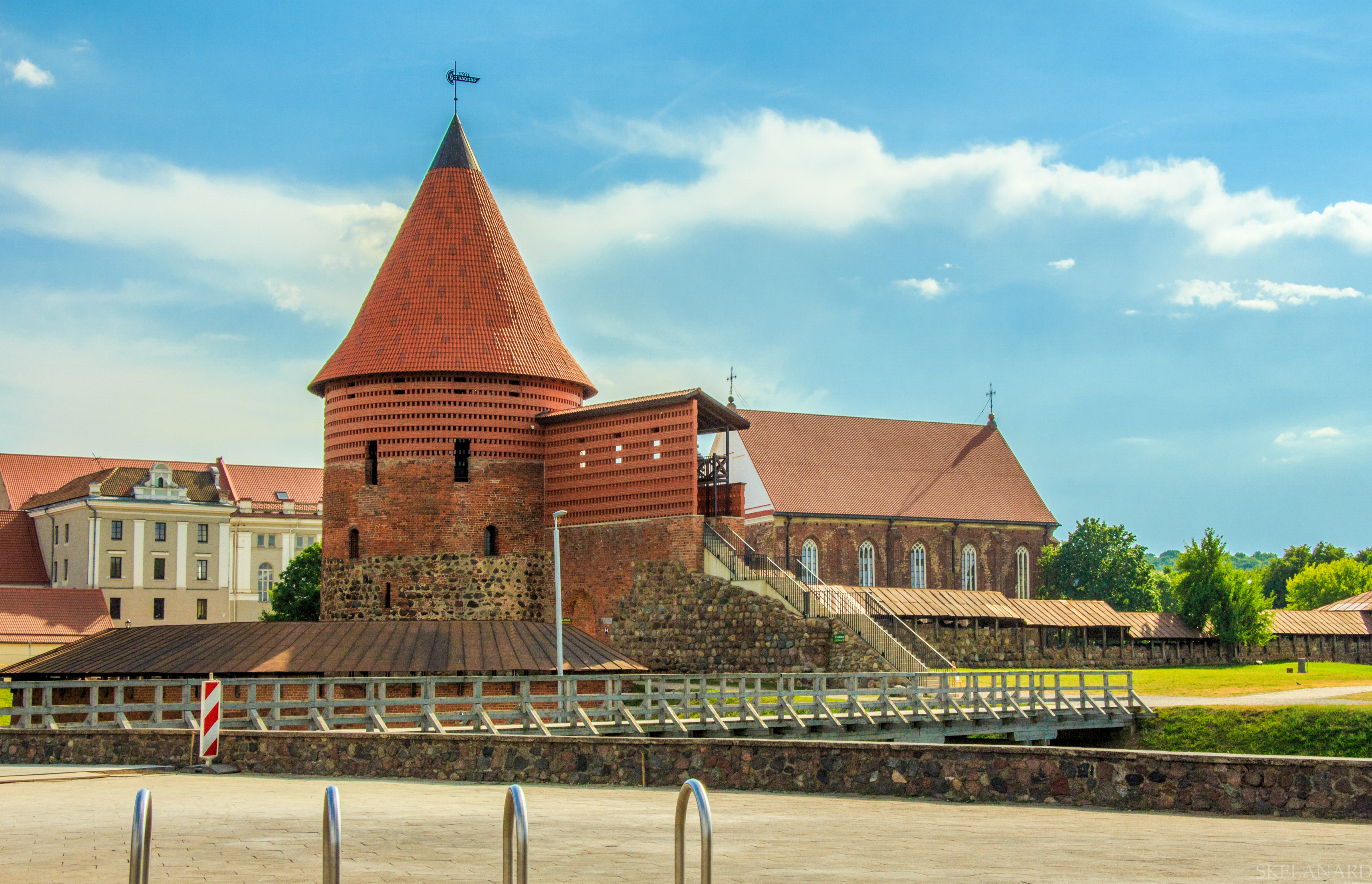
Burg heute

Die Burg Kaunas ist die älteste steinerne Burg in Litauen. Sie befindet sich in der zweitgrößten litauischen Stadt Kaunas am Zusammenfluss der Memel und der Neris, in der Altstadt Kaunas. Hier finden Konzerte, Festivals (zum Beispiel, Pažaislis-Festival und „Operetė Kauno pilyje“)  statt.

## Geschichte
Die Burg wurde 1361 erstmals urkundlich erwähnt. Sie hatte eine wichtige strategische Position, da sie den Kreuzzug gegen den Einbruch in Litauen und in die Hauptstadt Vilnius blockierte. Aus diesem Grund wurde die Burg mehrmals von den Kreuzrittern des Deutschen Ordens überfallen.
Wigand von Marburg, ein Diplomat des Kreuzritterordens in Preußen, schrieb in einer Chronik, dass die Burg Kaunas aus Ziegeln bestand, hohe Mauern hatte, starke Türme in der äußeren Verteidigungsmauer und von Deichen und Gräben umgeben war. Die Burg Kaunas wurde von einer großen Zahl gut bewaffneter litauischer Kämpfer verteidigt, die von Vaidotas, dem Sohn des Fürsten Kęstutis, angeführt wurden. Die Kreuzritter besetzten die Burg erst nach heftigen Kämpfen, die fast einen Monat andauerten.
Die Ruinen der Burg sind staatlich geschützt.